# Stilte in de storm (album)
Stilte in de storm is het twaalfde album van Jan Smit uit 2008. De singles Dan volg je haar benen en Stilte in de storm werden beide nummer 1-hits in de Nederlandse Top 40.
Oorspronkelijk zou het album op 1 januari 2008 uitkomen maar door stemproblemen van Smit is dit uitgesteld. Ook de Jan Smit komt naar je toe-Tour, die bij het album hoorde, is uitgesteld naar het najaar van 2008. Volgens de manager van Smit, Jaap Buijs, was het album nog niet af.
Het album kwam uiteindelijk op vrijdag 29 augustus in de winkel terecht. Bij de albumpresentatie in poptempel Paradiso in Amsterdam kreeg Smit het eerste exemplaar van Stilte in de storm uitgereikt van Radio 538-deejay Edwin Evers. Evers verraste hem daarna met een dubbelplatina award voor het nieuwe album. Ook kreeg Smit het eerste exemplaar van de Smitkrant, een speciale editie van het tijdschrift Hitkrant waarvan Smit de hoofdredacteur was.
De Jan Smit komt naar je toe-Tour begint nu op 8 oktober in Arnhem. De tour zal een dertigtal plaatsen aandoen.
Op het album zijn de nummer 1-hits Dan volg je haar benen en Stilte in de storm terug te vinden. Ook staat het bijzondere duet met John Denver, Calypso, op het album. Op de speciale uitvoering zijn de bonusnummers Leaving on a jetplane en Tears in heaven toegevoegd. Beide nummers zijn covers van respectievelijk John Denver en Eric Clapton.
Op de bijgevoegde DVD staan de videoclips van Stilte in de storm en Dan volg je haar benen. Daarnaast zijn de hoogtepunten van seizoen 3 van Gewoon Jan Smit en exclusieve beelden van achter de schermen van de videoclip Stilte in de storm op het schijfje terug te vinden.

In het bijgevoegde albumboekje vertelt Smit blij dat hij er weer is: 
Een tegenslag, die had ik nog nooit gehad. Vandaar dat de klap waarschijnlijk dubbel zo hard aankwam. Maar goed, (...) Ik ben er weer!

## Tracklist
1. Stilte in de storm - (3:16)
(Muziek & tekst: Jan Smit)
2. Mi amor es solo para ti - (3:07)
(Muziek & tekst: Jan Smit)
3. Liever alleen - (3:32)
(Muziek & tekst: Jan Smit)
4. Geen dag voorbij - (3:11)
(Muziek & tekst: Jan Smit)
5. Calypso - (3:33)
(Muziek & tekst: John Denver)
6. Als je lacht - (3:54)
(Muziek: Tol & Tol, tekst: Jan Smit)
7. Je naam in de sterren - (3:18)
(Muziek & tekst: Jan Smit)
8. Als hij de zee op gaat - (3:49)
(Muziek & tekst: Jan Smit)
9. Wat ik van jou wil weten - (3:23)
(Muziek: Tol & Tol, tekst: Jan Smit)
10. Dan volg je haar benen - (3:00)
(Muziek: Tol & Tol, tekst: Jan Smit & Simon Keizer)
11. Wat jij bent vergeten - (3:08)
(Muziek: Jan Smit, Tol & Tol, tekst: Jan Smit)
12. Hemel is hier - (2:55)
(Muziek & tekst: Jan Smit)
13. Stuur mij nog even - (3:03)
(Muziek & tekst: Jan Smit)
14. Omdat wat ik droom niet mag - (1:30)
(Muziek & tekst: Jan Smit)

Bonustrack:

15. Leaving on a jetplane (akoestisch) - (3:34)
(Muziek & tekst: John Denver)
16. Tears in heaven (akoestisch) - (3:29)
(Muziek & tekst: Eric Clapton & Will Jennings

## Hitnotering
| "Stilte in de storm" in de Nederlandse Album Top 100 - binnen: 06-09-2008 | "Stilte in de storm" in de Nederlandse Album Top 100 - binnen: 06-09-2008 | "Stilte in de storm" in de Nederlandse Album Top 100 - binnen: 06-09-2008 | "Stilte in de storm" in de Nederlandse Album Top 100 - binnen: 06-09-2008 | "Stilte in de storm" in de Nederlandse Album Top 100 - binnen: 06-09-2008 | "Stilte in de storm" in de Nederlandse Album Top 100 - binnen: 06-09-2008 | "Stilte in de storm" in de Nederlandse Album Top 100 - binnen: 06-09-2008 | "Stilte in de storm" in de Nederlandse Album Top 100 - binnen: 06-09-2008 | "Stilte in de storm" in de Nederlandse Album Top 100 - binnen: 06-09-2008 | "Stilte in de storm" in de Nederlandse Album Top 100 - binnen: 06-09-2008 | "Stilte in de storm" in de Nederlandse Album Top 100 - binnen: 06-09-2008 | "Stilte in de storm" in de Nederlandse Album Top 100 - binnen: 06-09-2008 | "Stilte in de storm" in de Nederlandse Album Top 100 - binnen: 06-09-2008 | "Stilte in de storm" in de Nederlandse Album Top 100 - binnen: 06-09-2008 | "Stilte in de storm" in de Nederlandse Album Top 100 - binnen: 06-09-2008 | "Stilte in de storm" in de Nederlandse Album Top 100 - binnen: 06-09-2008 | "Stilte in de storm" in de Nederlandse Album Top 100 - binnen: 06-09-2008 | "Stilte in de storm" in de Nederlandse Album Top 100 - binnen: 06-09-2008 | "Stilte in de storm" in de Nederlandse Album Top 100 - binnen: 06-09-2008 | "Stilte in de storm" in de Nederlandse Album Top 100 - binnen: 06-09-2008 | "Stilte in de storm" in de Nederlandse Album Top 100 - binnen: 06-09-2008 | "Stilte in de storm" in de Nederlandse Album Top 100 - binnen: 06-09-2008 | "Stilte in de storm" in de Nederlandse Album Top 100 - binnen: 06-09-2008 | "Stilte in de storm" in de Nederlandse Album Top 100 - binnen: 06-09-2008 | "Stilte in de storm" in de Nederlandse Album Top 100 - binnen: 06-09-2008 | "Stilte in de storm" in de Nederlandse Album Top 100 - binnen: 06-09-2008 | "Stilte in de storm" in de Nederlandse Album Top 100 - binnen: 06-09-2008 | "Stilte in de storm" in de Nederlandse Album Top 100 - binnen: 06-09-2008 | "Stilte in de storm" in de Nederlandse Album Top 100 - binnen: 06-09-2008 | "Stilte in de storm" in de Nederlandse Album Top 100 - binnen: 06-09-2008 | "Stilte in de storm" in de Nederlandse Album Top 100 - binnen: 06-09-2008 | "Stilte in de storm" in de Nederlandse Album Top 100 - binnen: 06-09-2008 |
| Week                                                                      | 1                                                                         | 2                                                                         | 3                                                                         | 4                                                                         | 5                                                                         | 6                                                                         | 7                                                                         | 8                                                                         | 9                                                                         | 10                                                                        | 11                                                                        | 12                                                                        | 13                                                                        | 14                                                                        | 15                                                                        | 16                                                                        | 17                                                                        | 18                                                                        | 19                                                                        | 20                                                                        | 21                                                                        | 22                                                                        | 23                                                                        | 24                                                                        | 25                                                                        | 26                                                                        | 27                                                                        | 28                                                                        | 29                                                                        | 30                                                                        | 31                                                                        |
| ------------------------------------------------------------------------- | ------------------------------------------------------------------------- | ------------------------------------------------------------------------- | ------------------------------------------------------------------------- | ------------------------------------------------------------------------- | ------------------------------------------------------------------------- | ------------------------------------------------------------------------- | ------------------------------------------------------------------------- | ------------------------------------------------------------------------- | ------------------------------------------------------------------------- | ------------------------------------------------------------------------- | ------------------------------------------------------------------------- | ------------------------------------------------------------------------- | ------------------------------------------------------------------------- | ------------------------------------------------------------------------- | ------------------------------------------------------------------------- | ------------------------------------------------------------------------- | ------------------------------------------------------------------------- | ------------------------------------------------------------------------- | ------------------------------------------------------------------------- | ------------------------------------------------------------------------- | ------------------------------------------------------------------------- | ------------------------------------------------------------------------- | ------------------------------------------------------------------------- | ------------------------------------------------------------------------- | ------------------------------------------------------------------------- | ------------------------------------------------------------------------- | ------------------------------------------------------------------------- | ------------------------------------------------------------------------- | ------------------------------------------------------------------------- | ------------------------------------------------------------------------- | ------------------------------------------------------------------------- |
| Nummer                                                                    | 1                                                                         | 1                                                                         | 3                                                                         | 4                                                                         | 3                                                                         | 6                                                                         | 8                                                                         | 12                                                                        | 16                                                                        | 10                                                                        | 9                                                                         | 12                                                                        | 14                                                                        | 8                                                                         | 10                                                                        | 6                                                                         | 16                                                                        | 17                                                                        | 19                                                                        | 23                                                                        | 22                                                                        | 20                                                                        | 24                                                                        | 43                                                                        | 37                                                                        | 42                                                                        | 20                                                                        | 23                                                                        | 28                                                                        | 35                                                                        | 31                                                                        |
| Week                                                                      | 32                                                                        | 33                                                                        | 34                                                                        | 35                                                                        | 36                                                                        | 37                                                                        | 38                                                                        | 39                                                                        | 40                                                                        | 41                                                                        | 42                                                                        | 43                                                                        | 44                                                                        | 45                                                                        | 46                                                                        | 47                                                                        | 48                                                                        | 49                                                                        | 50                                                                        | 51                                                                        | 52                                                                        | 53                                                                        | 54                                                                        | 55                                                                        | 56                                                                        | 57                                                                        | 58                                                                        | 59                                                                        | 60                                                                        | 61                                                                        |                                                                           |
| Nummer                                                                    | 27                                                                        | 48                                                                        | 58                                                                        | 48                                                                        | 49                                                                        | 39                                                                        | 34                                                                        | 55                                                                        | 81                                                                        | 85                                                                        | 76                                                                        | 79                                                                        | 96                                                                        | 72                                                                        | 70                                                                        | 64                                                                        | 59                                                                        | 58                                                                        | 49                                                                        | 49                                                                        | 73                                                                        | 54                                                                        | 43                                                                        | 69                                                                        | 59                                                                        | 66                                                                        | 54                                                                        | 66                                                                        | 72                                                                        | 93                                                                        | uit                                                                       |